# Rishabha (sabio hinduista)

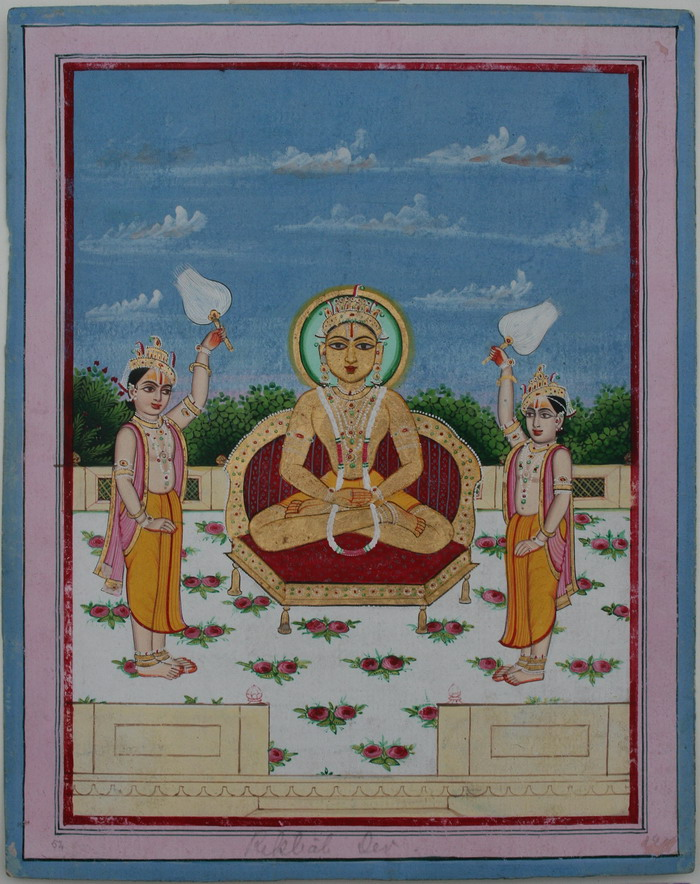
Imagen de una serie de Vishnu Avataras: Rishabha. Jaipur,1860. Acuarela opaca con oro sobre wasli. 25,7 x 20,6 cm.

En el marco de la mitología hinduista, Rishabhá fue una encarnación del dios Visnú. Nació como hijo de Merudevi, la esposa del rey Nabhi. El rey había realizado muchas austeridades y penitencias para complacer al dios Visnú para tener un hijo como Visnú. Este aceptó su pedido y nació como su hijo.

## Otros nombres
El nombre Rishabhá se puede ver escrito de varias maneras:
- Ṛṣabha
- Ṛiṣabhadeva
- Ṛiṣabhadev
- Riṣabhadeva
- Riṣabhadev
- Riṣabha
- Riṣabh

## Etimología
Ṛiṣabhá (de la raíz ṛiṣ), un toro (especialmente en el sentido del que preña al ganado).
- cualquier animal macho en general.[3]
- el mejor o más excelente de cualquier tipo o raza (por ejemplo, puruṣa-riṣabhá: ‘el mejor de los varones’).[4]
- la segunda de las siete notas en el gamut hindú (abreviada como ṛ).
- un tipo de planta medicinal.[5]
- un antídoto particular.[6]
- un ekāha particular.[7]
- el decimoquinto kalpa.
- nombre de varios hombres.
- un tipo de mono.
- nombre de un nāga (miembro de una tribu mítica, que se creía con forma de serpiente).
- nombre de una montaña.
- nombre de un tīrtha (lugar santo de peregrinación).
- nombre de los habitantes de Krauñca Duipá, una de las siete islas concéntricas que rodean la India, según la mitología hinduista.[8]
- nombre de una etnia.[9]

## En el jainismo
Los jainas conocen a este mismo Rishabhá como su primer tirthankar (‘santo’).
Ver Rishabhá (jaina).
Los hinduistas consideran que las prácticas de este antiguo Rishabhá jaina son ateas, y contradicen las enseñanzas del sabio rey Rishabhá en el Bhagavata-purana (siglo XI).